# Céntulo VI de Bearne

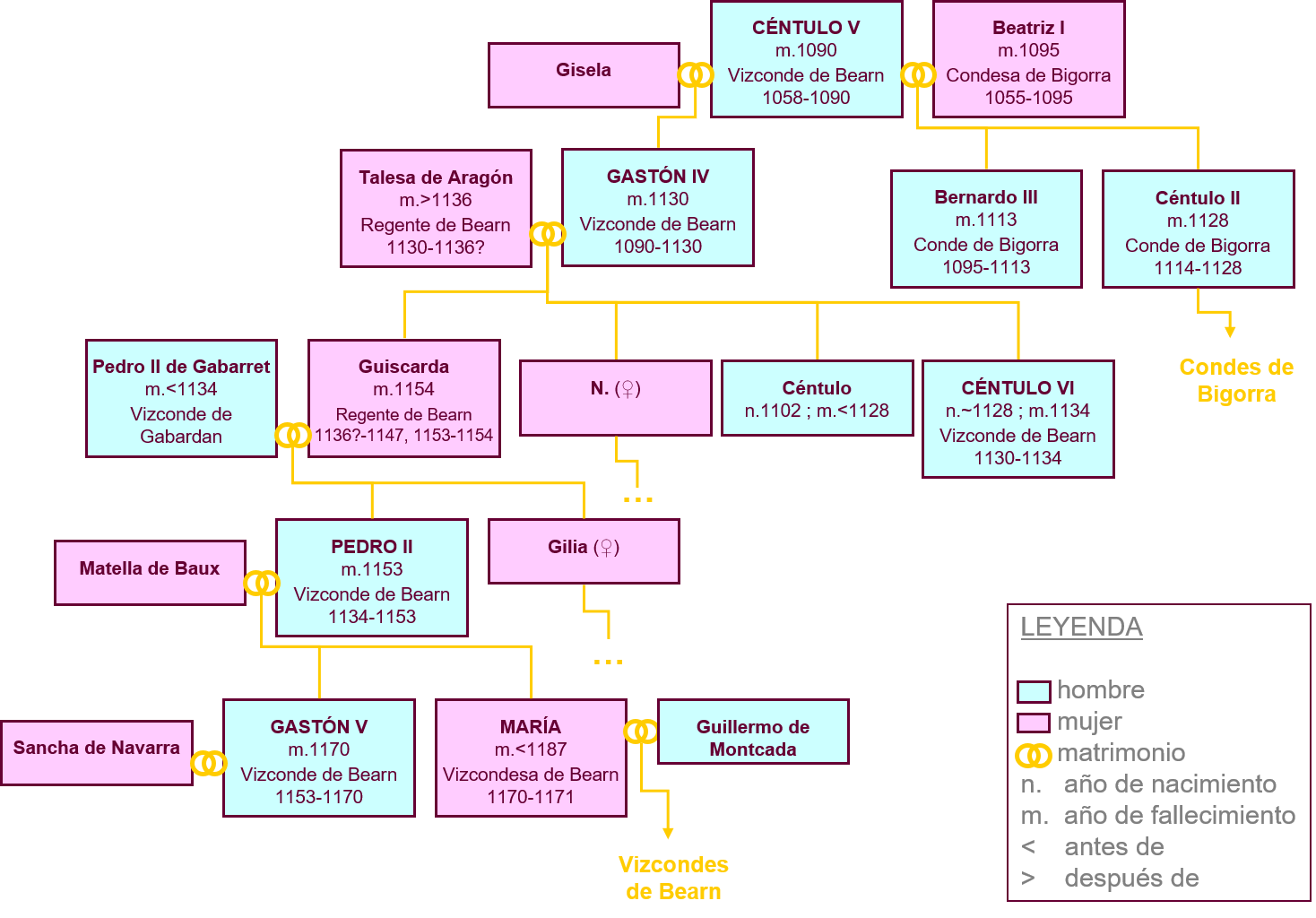
Árbol genéalogico de Céntulo VI.

Céntulo VI fue tenente de Zaragoza y vizconde de Bearne por un corto periodo de tiempo desde que alcanzó la mayoría de edad para suceder a su padre Gastón IV en 1130 hasta su muerte en julio de 1134 en la Batalla de Fraga, donde también murió Alfonso I de Aragón.

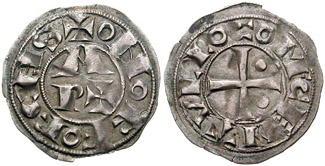
Denario de Céntulo VI

Dado que era menor de edad, fue su madre Talesa de Aragón la vizcondesa durante este periodo. Su preceptor fue el obispo de Lescar Guido de Lons, que también asumió el mando de las tropas bearnesas.
En 1134 Céntulo partió al frente de las tropas bearnesas para unirse a la hueste convocada por el rey Alfonso I de Aragón para tomar la fortaleza de Fraga. El 17 de julio el ejército cristiano fue derrotado completamente por un ejército almorávide. Céntulo VI murió en la batalla.
Al no tener descendencia, el vizcondado pasó, vía su hermana mayor Guiscarda, al hijo de ésta Pedro (II de Bearne y III de Gabardán).

| Predecesor: Talesa de Aragón | Vizconde de Bearne 1134 | Sucesor: Pedro II de Bearne |